# Коржиха (зупинний пункт)
Коржи́ха — пасажирський залізничний зупинний пункт Полтавської дирекції Південної залізниці на електрифікованій лінії Полтава-Південна — Берестин між станціями Ланна (7 км) та Берестин (10 км). Розташований на межі Харківської та Полтавської областей, за кількасот метрів від села Коржиха Полтавського району Полтавської області.

## Пасажирське сполучення
На платформі Коржиха зупиняються приміські електропоїзди сполученням Полтава-Південна — Лозова.